# Hugh Skinner
Hugh William Skinner (* 6. ledna 1985 Londýn) je britský filmový, televizní a divadelní herec.

## Životopis
Vyrostl v Londýně a v Tunbridge Wells, v letech 1998 až 2003 chodil na střední školu Eastbourne College. Jako dítě žil rok v Austrálii, konkrétně ve městě Perth. V roce 2006 absolvoval na Londýnské akademii múzických a dramatických umění (London Academy of Music and Dramatic Art). Skinner se netají tím, že je homosexuál.
Jako profesionální herec se živí od roku 2007, kdy přišla jeho první divadelní role ve hře French Without Tears. Vystupoval v mnoha divadlech v Londýně a i po celé Velké Británii. V roce 2008 ztvárnil vedlejší roli Felixe v seriálu Tess z rodu D'Urbervillů, o dva roky později Lionela v seriálu Any Human Heart. V roce 2012 se objevil ve filmovém muzikálu Bídníci v malé roli studentského revolucionáře Jolyho.
Na podzim roku 2013 bylo oznámeno, že si zahraje roli Luise Carrutherse ve světové premiéře muzikálu Americké psycho. Ve stejné době začal natáčet komediální seriál W1A, kde ztvárnil stážistu Willa Humphriese. V roce 2014 ztvárnil doktora Barnabyho Forda v seriálu Naše zoo, vysílaném na BBC. V roce 2016 se objevil v druhé řadě seriálu Poldark, v komediálním seriálu The Windsors a v tragikomickém seriálu Potvora, kde ztvárnil Harryho, zoufalého přítele hlavní protagonistky.
V roce 2017 hrál roli sira George Howarda v historickém seriálu Nevěstky. Ve stejném roce se objevil po boku Diane Keatonové a Brendana Gleesona ve filmu Hampstead a ztvárnil malou roli ve snímku Star Wars: Poslední z Jediů. V roce 2018 ztělesnil mladého Harryho ve filmu Mamma Mia! Here We Go Again.

## Filmografie

### Film
| Rok  | Název                            | Role             | Poznámky            |
| ---- | -------------------------------- | ---------------- | ------------------- |
| 2008 | Zombies: Den-D přichází          | Kyle             | nekreditovaná role  |
| 2012 | Bídníci                          | Joly             |                     |
| 2015 | Kill Your Friends                | John             |                     |
| 2017 | Hampstead                        | Erik             |                     |
| 2017 | Star Wars: Poslední z Jediů      | Geno Namit       |                     |
| 2018 | Mamma Mia! Here We Go Again      | mladý Harry      |                     |
| 2019 | Steven Berkoff's Tell Tale Heart | Sunny            |                     |
| 2020 | Falling for Figaro               | Max Thistlewaite |                     |
| 2021 | Please Care                      | Max              | krátkometrážní film |
| 2022 | The Bride                        | Oliver           |                     |

### Televize
| Rok        | Název                               | Role                 | Poznámky                                        |
| ---------- | ----------------------------------- | -------------------- | ----------------------------------------------- |
| 2007       | Bonkers                             | Daniel               | 1 díl                                           |
| 2008       | Tess z rodu D'Urbervillů            | Felix Clare          | mini-série, 4 díly                              |
| 2010       | Any Human Heart                     | Lionel Mountstuart   | mini-série, 2 díly                              |
| 2011       | Zákon a pořádek: Spojené království | Lionel Mountstuard   | díl: „The Wrong Man“                            |
| 2013       | Naše noviny slouží dvakrát          | Barnes               | TV film                                         |
| 2014–2017  | W1A                                 | Will Humphries       | hlavní role, 15 dílů                            |
| 2014       | Naše zoo                            | Dr. Barnaby Ford     | mini-série, 4 díly                              |
| 2015       | Bugsplat!                           | James                | TV film                                         |
| 2016–2019  | Potvora                             | Harry                | hlavní role, 12 dílů                            |
| 2016–dosud | Windsorovi                          | Wills                | hlavní role                                     |
| 2016       | Poldark                             | Unwin Trevaunance    | vedlejší role, 5 dílů                           |
| 2017–2018  | Nevěstky                            | Sir George Howard    | hlavní role (1. řada), hostující role (2. řada) |
| 2018       | The Romanoffs                       | Simon Burrows        | díl: „The One That Holds Everything“            |
| 2018       | Dráček Zog                          | Zog                  | hlavní role, 6 dílů                             |
| 2020       | Little Birds                        | Hugo Cavendish-Smyth | hlavní role, 6 dílů                             |

## Divadelní role
| Název                      | Divadlo                   | Rok       | Role        |
| -------------------------- | ------------------------- | --------- | ----------- |
| French Without Tears       | English Touring Theatre   | 2007      | Kit         |
| Senora Carrar's Rifles     | Young Vic                 | 2007      | Jose        |
| The Enchantment            | National Theatre          | 2007      | Viggo       |
| Angry Young Man            | Trafalgar Studios         | 2008      | D           |
| The Great Game             | Tricycle Theatre          | 2009      | sbor        |
| suddenlossofdignity.com    | Bush Theatre              | 2009      | různé role  |
| 2 May 1997                 | Bush Theatre              | 2009      | Ian         |
| ’Tis Pity She's a Whore    | Liverpool Everyman        | 2010      | Giovanni    |
| Where's My Seat            | Bush Theatre              | 2011      | Conor       |
| You Can't Take It With You | Manchester Royal Exchange | 2011-2012 | Tony        |
| Wild Oats                  | Bristol Old Vic           | 2012      | Harry       |
| Pastoral                   | Soho Theatre              | 2013      | Manz        |
| Americké psycho            | Almeida Theatre           | 2013-2014 | Luis        |
| Tereza Raquinová           | Theatre Royal, Bath       | 2014      | Camille     |
| Višňový sad                | Young Vic                 | 2014      | Yephidikhov |
| Proces                     | Young Vic                 | 2015      | Kyle/Block  |